# Caïdat

Administration territoriale du Maroc

Au Maroc, dans le cadre de l'administration territoriale déconcentrée, le caïdat (ou kaïdat,) correspond, en milieu rural, à une annexe administrative urbaine. À la tête de ce type de circonscription purement administrative à laquelle sont rattachées une ou plusieurs communes (qui, elles, sont des collectivités territoriales et relèvent de l'administration territoriale décentralisée), se trouve un agent d'autorité qui dépend du ministère de l'Intérieur : le caïd.
Contrairement au cercle (autre circonscription rurale administrative déconcentrée dont il relève), le caïdat n'est pas doté d'un code géographique et son territoire, basé sur les communes qu'il englobe, est susceptible d'être aisément modifié par simple décret entre deux découpages communaux. Par exemple en 2011, le décret no 2-10-574 a modifié le décret no 2-08-520 de 2008 — fixant la liste des cercles, caïdats et communes urbaines et rurales du Royaume ainsi que le nombre de conseillers à élire dans chaque commune — et a fait passer cette année-là le nombre des caïdats de 599 à 603 ; ce qui a forcément entraîné un changement au niveau de la composition de certains.

## Situation dans le découpage administratif
Le caïdat se situe au 4e échelon de l'administration territoriale déconcentrée marocaine :
- entre la commune (3e et dernier échelon des collectivités territoriales) et le cercle (3e échelon des circonscriptions purement administratives) ;
- le cercle se trouvant au-dessous de la préfecture ou province (2e niveau des collectivités territoriales ou des circonscriptions administratives), au-dessus desquelles se trouvent la région (1er échelon des collectivités territoriales) ou la wilaya (1er échelon des circonscriptions purement administratives).

Des communes rurales lui sont rattachées, et l'ensemble des cercles — et donc des caïdats — du pays comprend toutes les communes rurales.

## Rôle dans la santé publique
Dans le cadre de la santé publique, le caïdat correspond à une circonscription de santé (CS) rurale. Quand un centre de santé communal avec unité d'accouchement (CSCA) – une unité de 4 à 8 lits – existe au sein d'un caïdat, il est implanté dans son chef-lieu. L'offre de soins publique prévoit également un centre de soins communal (CSC) – sans unité d'accouchement – dans le chef-lieu des communes rurales qui lui sont rattachées.